# André Truong Trong Thi
André Truong Trong Thi, né le janvier 1936 à Cholon et mort le 29 mars 2005 à Paris, est un ingénieur informaticien français d'origine vietnamienne, cofondateur avec Paul Magneron de la société qui a commercialisé le premier micro-ordinateur, le Micral.

## Biographie
Né à Cholon, le quartier chinois de Saïgon en 1936, André Truong arrive en France dans les années 1950 et entre au lycée Michelet (Vanves, Hauts-de-Seine) ; il suit ensuite des études d'ingénieur à l'École française de radioélectricité (aujourd'hui École française d'électronique et d'informatique). Après un passage chez Schlumberger, puis chez Intertechnique (aujourd'hui Zodiac Aerospace), il participe comme associé, avec Paul Magneron comme gérant, et la société CERME SA, à la création de la SARL R2E. La société est financée par Yvon Plisson et André Truong en devient le président. Paul Magneron quitte ensuite R2E, pour désaccord stratégique, par revente de ses actions.

« […] C'est au début des années 1972 que Guy Ragot ingénieur commercial à R2E détecta le besoin d'un automatisme à l'INRA (M. Perrier). La vocation de R2E étant de réaliser des systèmes particuliers puis de chercher à généraliser les produits, ce cas était typique. Après concertation pour étude de faisabilité avec François Gernelle, ingénieur informaticien (recruté peu de temps avant pour réaliser un équipement pour le CEA) Paul Magneron décida de lancer un équipement plus general purpose. Au sein de sa société R2E, il confia alors à son équipe d'ingénieurs (animée par François Gernelle) le soin de développer une solution matérielle de calcul performante, de petite taille, pouvant être produite en série et, à terme, d'un prix très abordable. En mai 1973 est ainsi né le fameux Micral, premier véritable micro-ordinateur opérationnel au monde et aujourd'hui exposé au Museum Computer de Boston […] »

Cette machine fut réalisée plus d'un an avant l'Altair 8800 de l'américain MITS Electronics.

« […] Par la suite, André Truong, passionné de technologie, consacra toute sa vie professionnelle à la micro-informatique et à ses applications. Il fut d'ailleurs le premier spécialiste à appréhender ce que pourrait être le marché du « compatible PC », proposant même aux dirigeants de Bull cette orientation stratégique qu'ils ne comprirent pas à l'époque […] ou trop tard. Quoi qu'il en soit, le premier compatible PC fut tout de même de conception française, même s'il fut élaboré en 1982 aux États-Unis par R2E America sur les spécifications définies par M. Truong […] »

Le Micral évolue jusqu'en 1978, date à laquelle la société R2E est rachetée par Bull. Le groupe commercialise ensuite différentes versions du Micral qui, pour la plupart, équiperont l'administration française et les stations de péage d'autoroutes. Pour autant, Bull ne reprend pas le projet d'André Truong d'adapter cette machine pour l'usage personnel.
André Truong quitte R2E, et devient consultant en montant la société TTT. Il accompagne Normerel (société qui deviendra le plus gros vendeur de compatible PC en Europe), monte en parallèle Lasernet et dépose le premier brevet d'archivage électronique de document. C'est cette solution que choisira la Chine pour archiver les documents de la Bibliothèque nationale de Chine.
En 1995, il lance APCT, une entreprise spécialisée dans les logiciels de sécurité et dans le Boot avec des produits comme MediaSafe et AbsoluteBoot, en collaboration avec Gilles Michel et son fils Eric Truong. Surfant sur la vague des NetPC, APCT transformait un simple PC en NET PC, en travaillant uniquement en RAM.
Il a longtemps été présenté comme l'inventeur du premier micro-ordinateur, titre qui lui fut contesté. La polémique prit fin en 1998 avec une décision de justice qui confirma François Gernelle comme inventeur du Micral N.
Il fut auditionné, parmi la centaine de personnalités sollicitées et issues du monde universitaire, de la recherche, de l'industrie informatique, par le sénateur René Trégouët, auteur du rapport d'information, au nom de la commission des Finances, du contrôle budgétaire et des comptes économiques de la nation présidée alors par Christian Poncelet, sur "les conséquences des nouvelles technologies de l'information sur la société française à l'aube du XXIe siècle". Ce rapport est paru en 1998 sous le titre Des pyramides du pouvoir aux réseaux de savoirs (1998).
Après son décès a été créée la Fondation André Truong, qui a pour objet la création de maisons transitoires pour tétraplégiques. Depuis le 12 octobre 2006, le hall d'entrée de l'École des technologies de l'information et du management (EFREI) porte son nom et une plaque commémorative rend hommage à cet ancien élève de l'école.

### Voyages aux États-Unis et découverte d'Intel
Lors d'un séjour en Californie, il rencontre l’équipe d’Intel, qui n’est alors qu’une PME. Intel vient de développer un micro-processeur.
André Truong s’appuie alors sur son équipe d’ingénieurs, dirigée par François Gernelle - directeur des études de l'entreprise, pour créer un outil de petite taille, capable de réaliser des calculs, pouvant être produit en série et vendu à un prix abordable. Cette solution s’adresse aux professionnels mais est prévue pour une utilisation grand public dans un second temps.

### Le Micral
Pour réaliser la commande de l’INRA, André Truong et François Gernelle partent d’un microprocesseur et créent l’électronique, les logiciels et le système d’exploitation, permettant à la machine de fonctionner.
La R2E revendique le titre de premier ordinateur personnel de l'histoire. Le Micral, qui signifie « petit », est en effet le premier ordinateur « tout monté ». Il est fabriqué en totalité en France.
En juin 1973, la revue américaine Byte décrit cette machine comme un « microcomputer ».
Le Micral est fabriqué à des milliers d'exemplaires,.
André Truong souhaite se développer à l’international, en particulier aux États-Unis. Il fonde alors R2E of America mais, le Micral, trop cher et trop marqué par son origine française, peine à se vendre. En effet, malgré quelques publicités aux États-Unis, seuls 500 exemplaires du Micral sont vendus la première année, malgré un prix bas.
La sortie du PC par IBM en 1981 met à mal le groupe. Par ailleurs, le MS-DOS est privilégié à Prolog, qui est délaissé par les fabricants informatiques.
Aujourd'hui, le Micral est exposé au Computer Museum de Boston (États-Unis),,, au Musée national des Arts et Métiers à Paris et au Musée de l’Informatique à Paris.
Au cours de sa carrière, André Truong est reçu par Andy Grove, Bill Gates et de nombreuses personnalités qui le reconnaissent comme le père du micro-ordinateur.

### Autres sociétés
En 1980, Alain Truong crée une société de conseil en informatique, TTT,.
En 1995, André Truong fonde APCT, une entreprise spécialisée dans les logiciels de sécurité. Il imagine une solution de démarrage rapide d'un micro-ordinateur à partir d'un CD-ROM.
Puis, il développe le premier Net PC, un ordinateur fonctionnant sans disque dur, mais en RAM.

## Décorations
- Chevalier de la Légion d'honneur (2000)
- Médaille d'or de l'Éducation Nationale pour les " 1000 premiers micro ordinateurs" (1997)